# Sido Sari
Sido Sari is een bestuurslaag in het regentschap Seluma van de provincie Bengkulu, Indonesië. Sido Sari telt 1362 inwoners (volkstelling 2010).